# Göteborgs lutherska församling
Göteborgs lutherska församling var en församling i nuvarande Göteborgs stift och i nuvarande Göteborgs kommun. Församlingen uppgick 1612 i Lundby församling.

## Administrativ historik
Församlingen bildades 1607 genom en utbrytning ur Lundby församling, dit den återgick 1612.